# Die Fackel

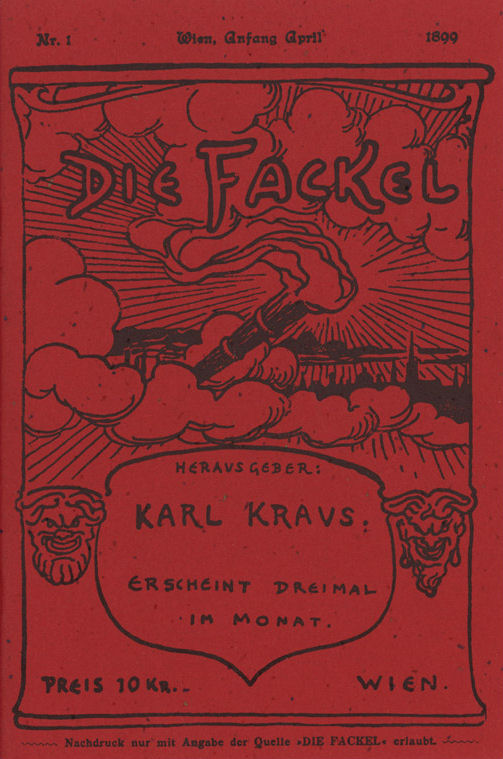
Okładka czasopisma

Die Fackel – czasopismo redagowane i wydawane przez Karla Krausa w latach 1899–1936. W ciągu tego czasu ukazały się 922 zeszyty czasopisma. Początkowo poruszano w piśmie głównie problematykę polityczną i publiczną. Od 1903 r. periodyk ten stał się czasopismem literackim, w którym publikowali m.in. Franz Werfel, Egon Friedell, Else Lasker-Schüler, Detlev von Lilencron, Adolf Loos czy Peter Altenberg. Od 1911 r. do 1936 r. teksty do die Fackel przygotowywał wyłącznie Karl Kraus, a pismo stało się rodzajem krytycznego komentarza, pamiętnika, autobiografii Krausa. Czasopismo ukazywało się początkowo trzy razy w miesiącu, później z dowolną częstotliwością, zależną od woli jej redaktora.
Die Fackel stanowi główne dzieło Krausa. Wybrane teksty ukazały się w zbiorach tematycznych:
- Sittlichkeit und Kriminalität (1908) – zbiór poświęcony tematyce obyczajowości
- Die Chinesische Mauer (1910) – zbiór zawierający m.in. artykuły Krausa opublikowane pierwotnie w Simplicissimusie
- Weltgericht (1919) – zbiór artykułów poświęconych I wojnie światowej